# Collinsville (Texas)
Collinsville város az USA Texas államában, Grayson megyében. Lakosainak száma 1866 fő (2020. április 1.).

## Népesség
A település népességének változása:

| 2010 | 1 624 |
| 2020 | 1 866 |